# الذاري (القفر)

تعديل مصدري - تعديل

الذاري محلة تابعة لقرية الحبلة، التابعة لعزلة بني مسلم بمديرية القفر إحدى مديريات محافظة إب في الجمهورية اليمنية، بلغ تعداد سكانها 142 حسب تعداد اليمن لعام 2004.